# Hovgårdsvallen
Hovgårdsvallen är en fotbollsplan i Björlanda på Hisingen i Göteborg. Hovgårdsvallen är hemmaplan för fotbollslaget IK Zenith och är även känd under namn som Hovgården eller Zenithgården.